# ラファイエット郡 (アーカンソー州)
ラファイエット郡（英: Lafayette County）は、アメリカ合衆国アーカンソー州の南西部に位置する郡である。2010年国勢調査での人口は7,645人であり、2000年の8,559人から10.7%減少した。郡庁所在地はルイスビル（人口1,280人）であり、同郡で人口最大の都市はスタンプス（人口1,693人）である。ラファイエット郡は1827年10月15日に設立され、アメリカ独立戦争でアメリカのために戦ったフランス軍人で、独立から50年のときにはアメリカ合衆国を旅して回ったラファイエット侯爵に因んで名付けられた。地元では「ラフェイアット（"luh-FAY-ut"）と発音されている。アルコールの販売が禁止される禁酒郡である。

## 地理
アメリカ合衆国国勢調査局に拠れば、郡域全面積は545.07平方マイル (1,411.7 km2)であり、このうち陸地526.50平方マイル (1,363.6 km2)、水域は18.57平方マイル (48.1 km2)で水域率は3.41%である。
ラファイエット郡はその陸地面積では州内の最小の郡である。

### 主要高規格道路
- アメリカ国道82号線
- アーカンソー州道29号線
- アーカンソー州道53号線
- アーカンソー州道160号線

### 隣接する郡
- ヘンプステッド郡 - 北
- ネバダ郡 - 北東
- コロンビア郡 - 東
- ウェブスター郡 (ルイジアナ州) - 南東
- ボージャー郡 (ルイジアナ州) - 南
- カドー郡 (ルイジアナ州) - 南西
- ミラー郡 - 西

## 人口動態

人口ピラミッド

以下は2000年の国勢調査による人口統計データである。
| 基礎データ - 人口: 8,559人 - 世帯数: 3,434 世帯 - 家族数: 2,376 家族 - 人口密度: 6人/km2（16人/mi2） - 住居数: 4,560軒 - 住居密度: 3軒/km2（9軒/mi2） 人種別人口構成 - 白人: 62.08% - アフリカン・アメリカン: 36.49% - ネイティブ・アメリカン: 0.37% - アジア人: 0.22% - 太平洋諸島系: 0.01% - その他の人種: 0.20% - 混血: 0.63% - ヒスパニック・ラテン系: 1.03% 年齢別人口構成 - 18歳未満: 25.4% - 18-24歳: 8.1% - 25-44歳: 24.4% - 45-64歳: 24.4% - 65歳以上: 17.7% - 年齢の中央値: 39歳 - 性比（女性100人あたり男性の人口） - 総人口: 93.6 - 18歳以上: 87.8 | 世帯と家族（対世帯数） - 18歳未満の子供がいる: 27.9% - 結婚・同居している夫婦: 50.6% - 未婚・離婚・死別女性が世帯主: 14.4% - 非家族世帯: 30.8% - 単身世帯: 28.4% - 65歳以上の老人1人暮らし: 14.6% - 平均構成人数 - 世帯: 2.46人 - 家族: 3.00人 収入と家計 - 収入の中央値 - 世帯: 24,831米ドル - 家族: 30,720米ドル - 性別 - 男性: 26,492米ドル - 女性: 17,000米ドル - 人口1人あたり収入: 14,128米ドル - 貧困線以下 - 対人口: 23.2% - 対家族数: 18.7% - 18歳未満: 31.5% - 65歳以上: 19.3% |

## 都市と町
| - ブラドリー - バックナー | - ルイスビル - 郡庁所在地 - スタンプス |

## 郡区
アーカンソー州の郡はさらに郡区に小区分されている。各郡区には未編入領域と、編入済み自治体がある。現代の郡区にはその維持目的が限られたものになっている。アメリカ合衆国国勢調査局は郡区を元に人口を集計している。また系図調査など歴史的な目的には価値がある。1つ以上の郡区に入っている町や都市は統計調査に基づいて扱われる。ラファイエット郡の郡区は下記リストの9区であり、その中に含まれる町や都市を括弧書きしている。
- ベイカー（スタンプス）
- フレンチ
- ハドリー（バックナー）
- ラグランジ（ルイスビルの小部分）
- マースヒル
- ローン（ブラドリー）
- ラッセル
- スティル（ルイスビルの大部分）
- ウォーカークリーク